# علی قمری
علی قمری (متوفی ۲۰ تیر ۱۳۹۹) سرهنگ بازنشسته ارتش جمهوری اسلامی ایران است. او جز فرماندهان نبرد خرمشهر بود که وظیفه رهبری گردار دژ را بر عهده داشت و همچنین جز فرماندهان ارتش بود که در آزادسازی خرمشهر نقش مهمی ایفا کرد.
سرهنگ قمری که دوره‌های آموزشی نظامی ازجمله تکاوری کوهستان، رنجر، چترباز، چریک، گریلا، جنگ‌های نامنظم را در بالاترین سطح حرفه‌ای گذرانده و به‌عنوان استادی مجرب به هزاران نفر نیز این آموزش‌ها را ارائه داده است. او ۵۱ سال در ارتش، ۹۸ ماه خدمت در جبهه را در سابقه خود داشت. سرهنگ قمری جز اولین استادان ارتش و هم‌دوره حسن آبشناسان بود، که در طول خدمت خود بیش از ۵۰ هزار نفر از نیروهای ارتشی، بسیجی، و پاسدار را آموزش داده است و بعد از ۴۰ سال پس از نبرد خرمشهر درگذشت.
تصرف پاسگاه مرزی عراق در روزهای ابتدای جنگ، وادار ساختن عراقی ها به عقب‌نشینی تا پشت مرزهایشان در روز هفتم جنگ، کشتن تک‌تیراندازهای عراقی بر بام‌ خانه‌های خرمشهر، و مقاومت 17 ساعته پلیس راهنمایی و رانندگی خرمشهر مقابل یک گردان زرهی، ازجمله اقدامات سرهنگ قمری، تنها بازمانده دژ خرمشهر بود.

## آثار
- باغ سوخته: خاطرات سرهنگ جانباز علی قمری، گردآورنده‌ : علیرضا پوربزرگ‌وافی، ناشر: خورشید باران، سال اول چاپ: 1392

## جستار وابسته
- نبرد خرمشهر
- آزادسازی خرمشهر